# Gare-toi Gringo v'la Sabata !
Pour plus de détails, voir Fiche technique et Distribution.
Gare-toi Gringo v'la Sabata ! (Judas... ¡toma tus monedas) est un western spaghetti hispano-italien réalisé par Alfonso Balcázar et Pedro Luis Ramírez, sorti en 1972.

## Synopsis
Un bandit mexicain cache une caisse remplie d'or dans un terrain voisin d'une église de mormons. Deux pistoleros surveillent le mexicain et le protègent des envies de ses complices.

## Fiche technique
- Titre original espagnol : Judas... ¡toma tus monedas
- Titre original italien : Attento gringo... è tornato Sabata!
- Titre français : Gare-toi Gringo v'la Sabata !
- Réalisation : Alfonso Balcázar, Pedro Luis Ramírez
- Scénario : Alfonso Balcázar, José Ramón Larraz, Giovanni Simonelli
- Musique : Piero Piccioni
- Maquillage : Carmen Menchaca
- Photographie : Jaime Deu Casas
- Production : Alfonso Balcázar
- Société(s) de production : Balcázar Producciones Cinematográficas, Empire Films
- Pays de production :  Espagne,  Italie
- Langue originale : espagnol, italien
- Format d'image : couleur  — 2.35:1
- Genre : western spaghetti
- Durée : 87 minutes
- Dates de sortie :
  - Italie : 4 juin 1972[1]
  - Espagne : 8 octobre 1973
  - France : 16 janvier 1974[2]

## Distribution
- George Martin : Rayo
- Victor R. Richelmy : Sabata
- Fernando Sancho : Carrancho
- Rosalba Neri : jeune femme
- Daniel Martín : Luke Morgan
- Osvaldo Genazzani
- Luciano Rossi
- Juan Fairen Farré
- César Ojinaga